# Ізабель Піман
Ізабе́ль Пі́ман (Isabelle Pieman; *28 вересня 1983, Брюссель, Бельгія) — бельгійська фігуристка, що виступає у жіночому одиночному фігурному катанні. Вона — чемпіонка Бельгії з фігурного катання 2007 року, учасниця міжнародних змагань з фігурного катання (місця у європейських та світових першостях нижче 30-го).
Восени 2009 року сенсаційно пробившись на Зимові Олімпійські ігри 2010 (Ванкувер, Канада) завдяки високому 11-му місцю на «Nebelhorn Trophy» (кваліфікаційний для Ігор) у лютому 2010 року в турнірі фігуристок-одиночниць Ізабель у короткій програмі чудово виконала технічні елементи, але вкрай низький загальний рейтинг спортсменки та огріхи у презентації, обертаннях і ковзанні спричинили, те що судді оцінили прокат у 46.10 бали, що втім відразу на 11 балів більше за її попереднє досягнення. Лише однієї позиції бельгійській фігуристці не вистачило, щоб пробитися у довільну програму, і вона все одно несподівано посіла 25-е місце (із 30 учасниць).

## Спортивні досягнення
| Сезони/Змагання                        | 2001/2002 | 2002/2003 | 2003/2004 | 2004/2005 | 2005/2006 | 2006/2007 | 2007/2008 | 2008/2009 | 2009/2010 |
| -------------------------------------- | --------- | --------- | --------- | --------- | --------- | --------- | --------- | --------- | --------- |
| Зимові Олімпійські ігри                |           |           |           |           |           |           |           |           | 25        |
| Чемпіонати світу з фігурного катання   |           |           |           |           |           | 34        |           | 40        |           |
| Чемпіонати Європи з фігурного катання  |           |           |           | 36        |           | 32        |           |           | 33        |
| Чемпіонати Бельгії з фігурного катання | 5         | 6         | 3         | 3         |           | 1         | 3         |           |           |
| Меморіали Карла Шефера                 |           |           |           |           |           |           |           | 7         |           |
| Турніри: «Золотий ковзан Загреба»      |           |           |           |           |           |           | 21        |           |           |
| Турніри: «Nebelhorn Trophy»            |           |           |           |           |           | 9         | 21        |           | 11        |
| Меморіали Ондрея Непела                |           |           |           |           |           |           |           |           | 3         |
| Турніри: «Int. Challenge Cup»          |           |           |           |           |           | 10        |           |           |           |
| Турніри: «Coupe International»         |           |           |           |           |           | 6         |           |           |           |
| Турніри: «Triglav Trophy»              |           |           |           |           | 2         |           |           |           |           |
| Турніри: «Merano Cup»                  |           |           | 8         |           |           |           | WD        |           |           |

- * WD — знялася зі змагань